# 마음 (소설)
《마음》(こゝろ)은 나쓰메 소세키의 장편소설이다. 소세키의 대표작.
1914년(다이쇼 3년) 4월 10일에서 8월 11일까지 아사히 신문에서 《마음 선생의 유서》(心 先生の遺書)로서 연재되었다. 그리고 동년 9월 이와나미 서점에서 소세키 본인의 장정하에 간행되었다. 이것은 자비출판의 형식으로서이기는 하되 이와나미 서점으로서는 처음의 소설 출판이었다. 《피안 지나서까지》와 《행인》에 이은 후기 3부작의 최후 작품.
연재 개시에서 딱 100년 되던 2014년 4월 20일부터 아사히 신문에 재차 실리게 되었다.
신쵸 문고판은 2016년 시점에서 발행부수만 718만부를 기록함으로서 동문고에서 가장 많이 팔린 책으로 되었다.

## 줄거리

### 선생님과 나
대학생인 나(화자)는 가마쿠라 해변에서 우연히 ‘선생님’이라는 중년 남성을 만나 관심을 갖게 된다. 이후 그는 선생님을 존경하게 되고, 도쿄로 돌아간 후에도 자주 찾아간다. 그러나 선생님은 자신을 믿지 말라고 하며, 과거에 지은 죄 때문에 마음의 짐을 안고 살아간다고 말한다. ‘나’는 그 사연이 궁금하지만, 선생님은 쉽게 말하지 않는다.

### 부모님과 나
나는 졸업 후 진로를 고민하며 고향으로 내려갑니다. 그런데 아버지가 중병에 걸리고 당시 투병중인 메이지 천황을 걱정하였다. 아버지의 투병으로 그는 삶과 죽음에 대해 진지하게 성찰하게 된다. 이 시점에서 나는 선생님의 편지를 받는다. 그 편지는 선생님의 고백이 담긴 유서였다.

### 선생님과 유서
선생님은 자신의 젊은 시절, 부모님을 여의고 상속 문제로 친척에게 배신당한 경험으로 인해 인간에 대한 불신을 품게 된다. 이후 홀로 도쿄로 올라와 하숙 생활을 하게 되는데, 그곳에서 하숙집 딸과 그녀의 어머니를 만나 정을 붙이게 된다.
선생님의 친구인 K는 학문에 몰두하며 금욕적인 생활을 지향하는 청년이다. 선생님은 K를 불쌍히 여겨 함께 살게 해주지만, 점차 하숙집 딸에게 마음을 품고 있음을 알게 된다. 선생님 역시 딸에게 사랑의 감정을 느끼고 있었지만, K에게 미안한 마음과 죄책감, 그리고 경쟁심이 얽히며 갈등하게 된다. 결국 선생님은 K보다 먼저 하숙집 어머니에게 딸과의 혼인을 청하고 승낙을 받아낸다.
K는 아무 말 없이 자신의 방에서 자살합니다. 선생님은 K의 죽음에 직접적인 책임을 느끼며 깊은 죄의식에 시달리게 된다. 이후 결혼은 했지만, K에 대한 죄책감은 선생님의 삶 전체를 어둡게 만든다. 유서를 받는 시점에서 일본은 메이지 천황의 붕어와 함께 ‘메이지 정신’이 끝나가는 시기이다. 선생님은 자신의 삶과 시대가 끝났다고 느끼며, 유서를 통해 ‘나’에게 모든 진실을 털어놓고 스스로 생을 마감한다.